# Curtești
Curtești (wymowaⓘ) – wieś w Rumunii, w okręgu Botoszany, w gminie Curtești. W 2011 roku liczyła 943 mieszkańców.